# Baciami (Paolo Meneguzzi)
Baciami è un brano musicale del cantante svizzero di lingua italiana Paolo Meneguzzi, pubblicato il 26 ottobre 2004 come secondo singolo tratto dalla ristampa dell'album Lei è, originariamente pubblicato nel 2003. La canzone risulta iscritta alla SIAE nella parte musicale a nome di Pablo Meneguzzo, vero nome dell'artista, insieme a Disi Melotti e Renato Droghetti, mentre il testo è stato affidato a Rosario Di Bella.

## Tracce
1. Baciami
2. Baciami - Instrumental version
3. Baciami - Videoclip